# Fiona Codino
Fiona Codino (* 31. August 1995) ist eine französische Tennisspielerin.

## Karriere
Codino begann mit sieben Jahren das Tennisspielen und spielt vorrangig auf der ITF Women’s World Tennis Tour, wo sie bislang einen Titel im Doppel gewinnen konnte.
Ihr Debüt auf der WTA Tour gab Codino bei den Engie Open de Limoges 2015, wo sie eine Wildcard für die Qualifikation erhielt. Sie verlor gegen Andrea Gámiz mit 1:6 und 2:6. Für die Qualifikation zum Brasil Tennis Cup 2016 erhielt sie ebenso eine Wildcard, verlor aber bereits in der ersten Runde gegen Renata Zarazúa mit 3:6 und 0:6. 2017 erhielt sie eine Wildcard für die Qualifikation zu den Engie Open de Limoges, wo sie in der ersten Runde gegen Andrea Gámiz mit 2:6 und 0:6 verlor. In der Qualifikation zu den L&T Mumbai Open 2018 scheiterte sie in der ersten Runde gegen Natalija Kostić mit 5:7 und 0:6 ebenso wie in der ersten Runde der Qualifikation zu den Engie Open de Limoges 2018 gegen Jana Čepelová mit 0:6 und 2:6.

## Turniersiege

### Doppel
| Nr. | Datum              | Turnier  | Kategorie   | Belag | Partnerin       | Finalgegnerinnen                 | Ergebnis          |
| --- | ------------------ | -------- | ----------- | ----- | --------------- | -------------------------------- | ----------------- |
| 1.  | 10. September 2016 | Hammamet | ITF $10.000 | Sand  | Mathilde Devits | Cristina Adamescu Mariana Dražić | 7:62, 5:7, [10:6] |